# Bédélia

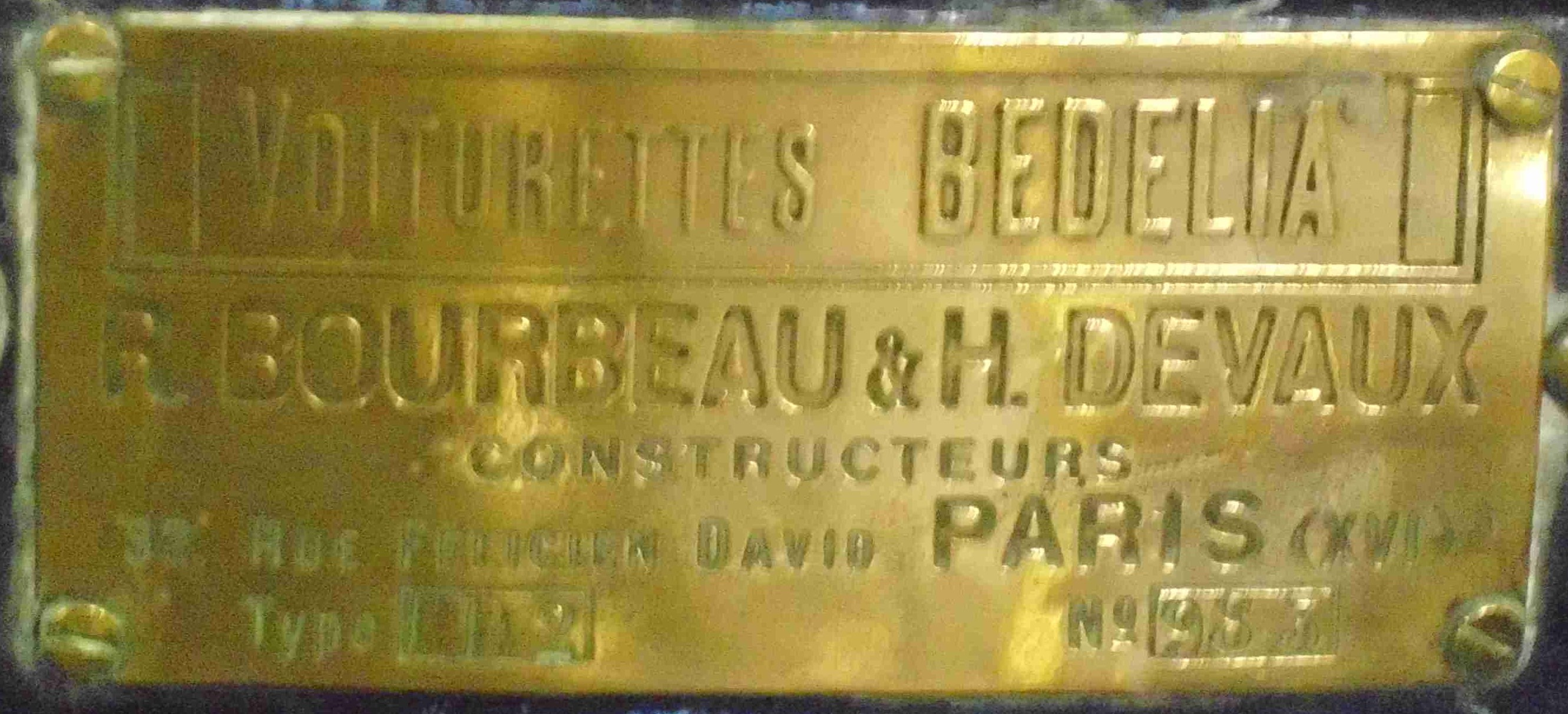
Typenschild an einem Bédélia

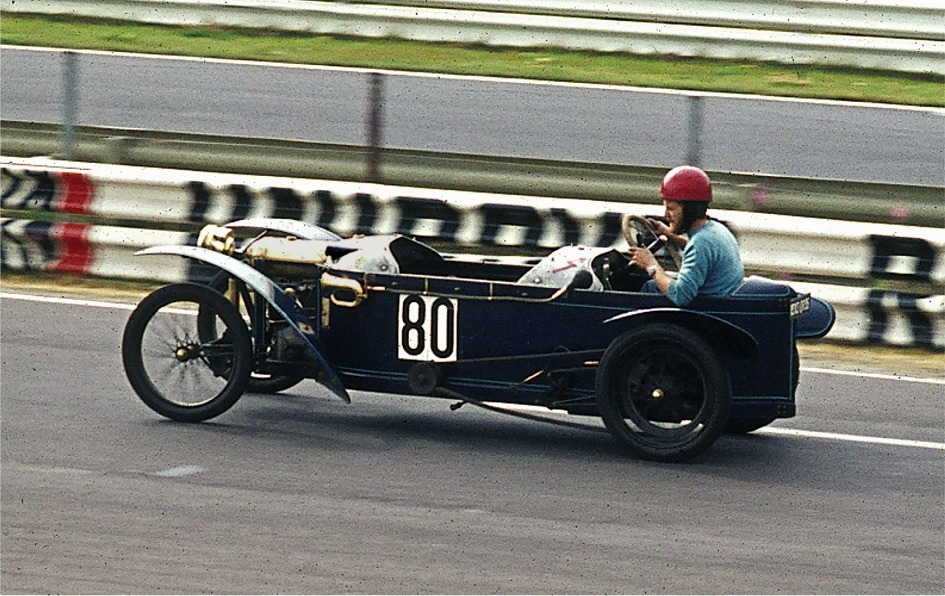
Bédélia, Baujahr 1910, 1975 auf dem Nürburgring

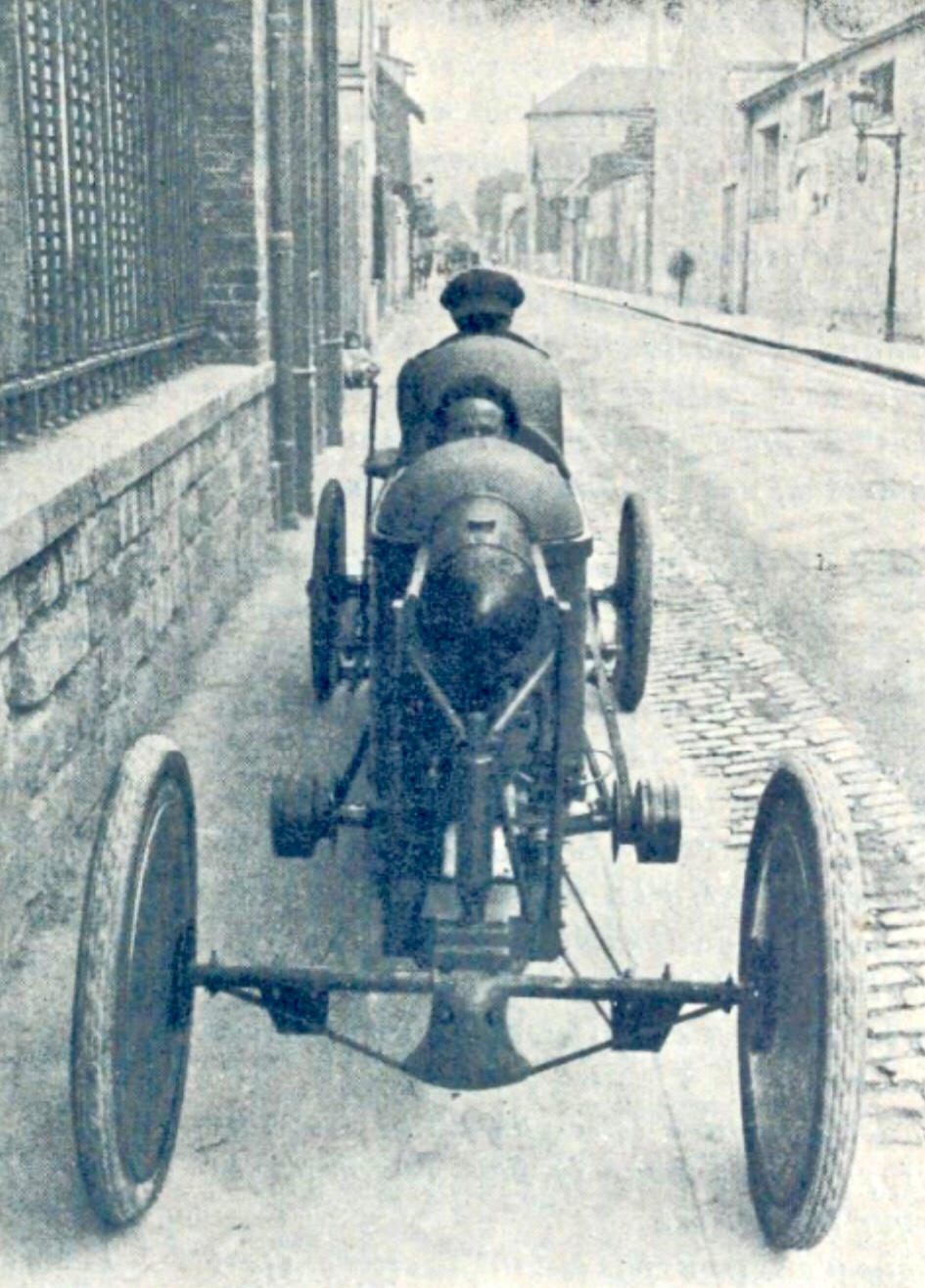
Bédélia um 1913

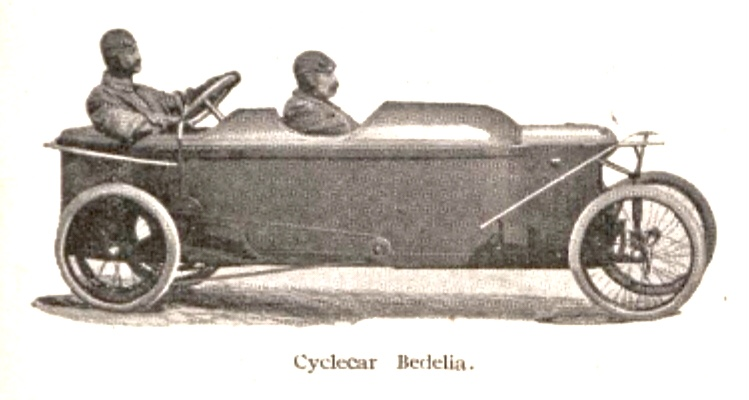
Bédélia um 1919

Der Bédélia war der Urtyp des französischen Cyclecars, eines zwischen Motorrad und Auto einzustufenden Fahrzeugs, das die Bourbeau et Devaux Co. in Paris von 1910 bis 1925 baute. Angeblich entschlossen sich Robert Bourbeau und sein Partner Henri Devaux nach einem Motorradunfall, Teile der demolierten Maschine zum Bau eines kleinen, leichten Autos zu verwenden.

## Beschreibung
Bourbeau konstruierte einen Zweisitzer mit Holzrahmen und Holzkarosserie, in dem die Sitze hintereinander angeordnet waren und der Fahrer hinter dem Beifahrer saß. Angetrieben wurde das Fahrzeug je nach Wunsch des Käufers von einem Einzylinder- oder einem V2-Motor. Die Einzylindermotoren leisteten zwischen 3,5 und 5,5 PS. Ein Einzylindermotor hatte 502 cm³ Hubraum mit 80 mm Bohrung und 100 mm Hub.
Ein Modell mit einem V2-Motor mit 80 mm Bohrung, 99 mm Hub, 995 cm³ Hubraum und 330 kg Leergewicht war 1922 auf dem Mondial de l’Automobile in Paris ausgestellt.
Ein anderer V2 mit einem Hubraum von 1056 cm³ (Bohrung 82 mm, Hub 100 mm) und einer Leistung von 10 PS soll eine Höchstgeschwindigkeit von über 70 km/h ermöglicht haben. Die Antriebskraft wurde mit zwei Riemen auf die Hinterräder übertragen, wobei durch Wechseln der Riemenscheiben zwischen zwei Übersetzungen zu wählen war. Während der Fahrt setzte ein solcher „Gangwechsel“ jedoch die Zusammenarbeit von Fahrer und Beifahrer voraus.
Um die Kosten niedrig zu halten, war der Bédélia äußerst einfach konstruiert und ausgestattet. Er hatte eine Drehschemellenkung (wie bei Pferdekutschen) statt der zu seiner Zeit schon üblichen Achsschenkellenkung. An der Hinterachse gab es eine Bandbremse, während die Vorderräder ungebremst blieben. Zur Federung der beiden Starrachsen gab es vorn eine zentrale Schraubenfeder, hinten zwei Blattfedern. Die Sitze waren mit Sackleinen bezogen und als Lenkrad soll der Ring eines Bambusstuhls gedient haben.
1920 verkauften Bourbeau und Devaux ihren Betrieb an Mahieux et Cie in Levallois-Perret. Unter dem Nachfolger geriet das Unternehmen jedoch in finanzielle Schwierigkeiten und stellte die Produktion 1925 ein. Insgesamt entstanden etwa 3000 Fahrzeuge.
1998 waren noch sieben existierende Fahrzeuge bekannt.